# Collège des hautes études Lyon sciences
 (mars 2019).
Si vous disposez d'ouvrages ou d'articles de référence ou si vous connaissez des sites web de qualité traitant du thème abordé ici, merci de compléter l'article en donnant les références utiles à sa vérifiabilité et en les liant à la section « Notes et références ».
Le Collège des hautes études Lyon - Sciences (abrégé et stylisé CHELS) regroupe huit établissements publics français d'enseignement supérieur, membres ou associés de l'université de Lyon : le Conservatoire national supérieur de musique et de danse de Lyon, Centrale de Lyon, l'École nationale supérieure des mines de Saint-Étienne, l’École normale supérieure de Lyon, l'Institut d'études politiques de Lyon, l'Institut national d'enseignement supérieur et de recherche en alimentation, santé animale, sciences agronomiques et de l'environnement, emlyon business school et l'Université Jean Moulin Lyon 3.
Cette démarche de rapprochement à pour objectif majeur de conjuguer, notamment de manière pluridisciplinaires, les compétences des établissements pour offrir aux étudiants des atouts supplémentaires de réussite professionnelle.

## Historique
Le CHELS a été créé en janvier 2013 par la signature d’un mémorandum d'entente, suivi en janvier 2014 par une convention cadre de collaboration signée par les directeurs et présidents des cinq établissements d'origine : 
- Frank Debouck pour l’École centrale de Lyon ;
- Stéphane Martinot pour l'Institut national d'enseignement supérieur et de recherche en alimentation, santé animale, sciences agronomiques et de l'environnement ;
- Géry Moutier pour le Conservatoire national supérieur de musique et de danse de Lyon ;
- Gilles Pollet pour l'Institut d'études politiques de Lyon ;
- Jacques Samarut et Olivier Faron pour l’École normale supérieure de Lyon.

En 2018, École nationale supérieure des mines de Saint-Étienne rejoint le CHELS. En 2023 le CHELS intègre deux nouveaux établissements, emlyon et l’Université Jean Moulin Lyon 3 avec une nouvelle convention de partenariat.

## Fonctionnement
Le CHELS offre plusieurs dispositifs de formation aux étudiants des huit établissements d'enseignement supérieur le constituant, mais aussi à ses personnels et au grand public. Il est placé sous la responsabilité et la direction des directeurs des établissements le constituant.

### Dispositifs de formation
Le CHELS permet aux étudiants de Centrale de Lyon, de VetAgro Sup, du Conservatoire national supérieur de musique et de danse de Lyon, de Institut d'études politiques de Lyon, de l’École normale supérieure de Lyon, de l'École nationale supérieure des mines de Saint-Étienne, de l'emlyon et l'Université Jean Moulin Lyon 3 de suivre des modules dans une autre école que la leur et d'éventuellement obtenir des crédits ECTS.
Le CHELS offre également la possibilité à ses étudiants et au grand public d'assister à un cours commun pluridisciplinaire dont le but est de croiser les regards sur une thématique. Cinq cours communs ont déjà été proposés sur les thématiques suivantes : « Prise de décision, risques, complexité », « La Fabrique du Progrès », « Les émotions en activité[s] », "Les expériences du monde" et "Ordre(s) – Désordre(s)". Ces cours communs sont également déclinés en MOOC dispensés sur la plateforme France université numérique.

### Vie et projets étudiants
Le CHELS soutient également des Initiatives CHELS, projets étudiants interdisciplinaires mettant en avant la pertinence du croisement des disciplines, tels que par exemple :
- Projet Vétaria, mis en œuvre par des étudiants de VetAgro Sup, de l’École centrale de Lyon et de l’École normale supérieure de Lyon, visant à créer une solution informatique innovante d'aide à la pratique de la médecine vétérinaire ;
- Projet European Wildlife Disease Association (EWDA), mis en œuvre par des étudiants de VetAgro Sup, de l’École normale supérieure de Lyon et de Institut d'études politiques de Lyon, visant la mise en place d'un symposium et d'un workshop sur la cohabitation entre l'homme et la faune sauvage en avril 2019, rassemblant des experts et scientifiques de plusieurs disciplines.

Au-delà de ces initiatives, le CHELS promeut et organise des événements culturels et sportifs associant et au bénéfice des étudiants de ses huit établissements.

### Mobilité du personnel
Le CHELS vise également à favoriser l'échange, les bonnes pratiques et le partage d'outils entre le personnel des huit établissements à travers un programme de mobilité du personnel.